# 迪克西 (喬治亞州牛頓縣)
迪克西（英語：Dixie）是位於美國喬治亞州牛頓縣的一個非建制地區。該地的面積和人口皆未知。

## 地理
迪克西的座標為33°34′24″N 83°46′13″W / 33.57333°N 83.77028°W，而該地的平均海拔高度為233米（即764英尺）。